# Little York (Indiana)
Little York es un pueblo ubicado en el condado de Washington en el estado estadounidense de Indiana. En el Censo de 2010 tenía una población de 192 habitantes y una densidad poblacional de 75,72 personas por km².

## Geografía
Little York se encuentra ubicado en las coordenadas 38°41′58″N 85°54′16″O / 38.69944, -85.90444. Según la Oficina del Censo de los Estados Unidos, Little York tiene una superficie total de 2.54 km², de la cual 2.54 km² corresponden a tierra firme y (0%) 0 km² es agua.

## Demografía
Según el censo de 2010, había 192 personas residiendo en Little York. La densidad de población era de 75,72 hab./km². De los 192 habitantes, Little York estaba compuesto por el 97.92% blancos, el 0% eran afroamericanos, el 0% eran amerindios, el 0% eran asiáticos, el 0% eran isleños del Pacífico, el 0% eran de otras razas y el 2.08% pertenecían a dos o más razas. Del total de la población el 1.56% eran hispanos o latinos de cualquier raza.